# J. Arch Getty
John Archibald Getty, III (* 30. November 1950 in Louisiana, USA; † 19. Mai 2025) war ein US-amerikanischer Historiker mit den Arbeitsschwerpunkten Geschichte der Sowjetunion in der Zeit Stalins sowie Geschichte der KPdSU. Er lehrte an der University of California, in Los Angeles.

## Leben
J. Arch Getty wurde im Staat Louisiana geboren und wuchs auf in Oklahoma. Er erhielt 1972 seinen Bachelor of Arts an der University of Pennsylvania. 1979 erreichte Getty den Grad eines Ph.D. (Doctor of Philosophy) an der University of California, Riverside. Danach wechselte er zur University of California in Los Angeles. J. Arch Getty ist Guggenheim-Stipendiat. Er arbeitete als wissenschaftlicher Mitarbeiter an der Russischen Staatlichen Geisteswissenschaftlichen Universität in Moskau. Getty war zudem tätig im Harriman Institute der Columbia University, welches dem Studium Russlands und der Sowjetunion gewidmet ist. Auch arbeitete er im Davis Center für Russische und Eurasische Studien an der Harvard University. J. Arch Getty war Gastprofessor an der Russischen Akademie der Wissenschaften in Moskau, der École des hautes études en sciences sociales in Paris und der Universität Utrecht.
Nach dem Zerfall der Sowjetunion gehörte er 1992 zusammen mit Gábor T. Rittersporn und Wiktor Semskow zu den ersten Historikern, welche in den gerade erst geöffneten sowjetischen Archiven zur Anzahl der Opfer Stalins forschten. Im Oktober 1993 veröffentlichten sie ihr Ergebnis unter dem Namen „Opfer des sowjetischen Strafvollzugssystems in den Vorkriegsjahren: Ein erster Ansatz auf der Grundlage archivarischer Beweise“ im American Historical Review.

## Bücher
- John Arch Getty und Roberta T. Manning: Stalinist Terror: New Perspectives, New York, Cambridge University Press, 1993. ISBN 0-521-44670-8
- J. Arch Getty, Oleg V. Naumov.  The Central Party Archive: A Research Guide, Univ. Pittsburgh Center for Russian. 1993. ISBN 99944-868-6-1
- John Archibald Getty Origins of the Great Purges: The Soviet Communist Party Reconsidered, 1933-1938,  New York, Cambridge University Press, 1985.   Ninth printing, 1996. ISBN 0-521-33570-1
- J. Arch Getty, Oleg V. Naumov, The Road to Terror: Stalin and the Self-Destruction of the Bolsheviks, 1932-1939, Yale University Press, 1999, ISBN 0-300-09403-5
- Stalin's "Iron Fist:" The Times and Life of N. I. Yezhov, Yale University Press, 2008. ISBN 0-300-09205-9
- J. Arch Getty Practicing Stalinism: Bolsheviks, Boyars, and the Persistence of Tradition, Yale University Press, 2013, ISBN  0-300-16929-9

## Artikel
- "Stalin as Prime Minister: Power and the Politburo," in Sarah Davies und James Harris, Stalin: A New History, Cambridge University Press, 2005, 83–107.
- "'Excesses are not permitted:' Mass Terror Operations in the Late 1930s and Stalinist Governance," The Russian Review, 16:1, Januar 2002, 112–137.
- "Mr. Ezhov Goes to Moscow: The Rise of a Stalinist Police Chief," in William Husband, ed., The Human Tradition in Modern Russia, New York, 2000, 157–174.
- "Samokritika Rituals in the Stalinist Central Committee, 1933-1938," The Russian Review, 58:1, Januar, 1999, 49–70.
- "Afraid of Their Shadows: The Bolshevik Recourse to Terror, 1932-1938," in Stalinismus vor dem Zweiten Weltkrieg. Neue Wege der Forschung, ed. Manfred Hildermeier und Elisabeth Mueller-Luckner, München, 1998.
- "Victims of the Soviet Penal System in the Prewar Years: A First Approach on the Basis of Archival Evidence," (mit Gabor T. Rittersporn, und V. N. Zemskov), American Historical Review, 98:4, Oktober. 1993
- "Trotsky in Exile: The Founding of the Fourth International," Soviet Studies, vol. XXXVIII, no. 1, Januar 1986, 24–35.